# Claudio Pieri
Claudio Pieri (Pescia, 21 de octubre de 1940 – Sestri Levante, 13 de julio de 2018) fue un árbitro de fútbol italiano.

## Carrera
Comenzó su carrera en Serie A en un partido entre el Inter y el Roma el 18 de mayo de 1975, que acabó con un 0-2 a favor de los romanos. A partir de aquí, dirigió 137 partidos en la Primera División italiana.
Su actividad en el terreno de juego terminó en 1987 con su despido por motivos disciplinarios: de hecho, fue inhabilitado por la Comisión Disciplinaria de la AIA por haber recibido cheques de la dirección de Palermo, en realidad como financiación de su campaña electoral con el Partido Demócratra-cristiano, pero no informados a tiempo a sus órganos técnicos.
En la temporada 2009-2010, fue incluido en el proyecto Talent and Mentor, donde se forman a jóvenes árbitros.